# Qana

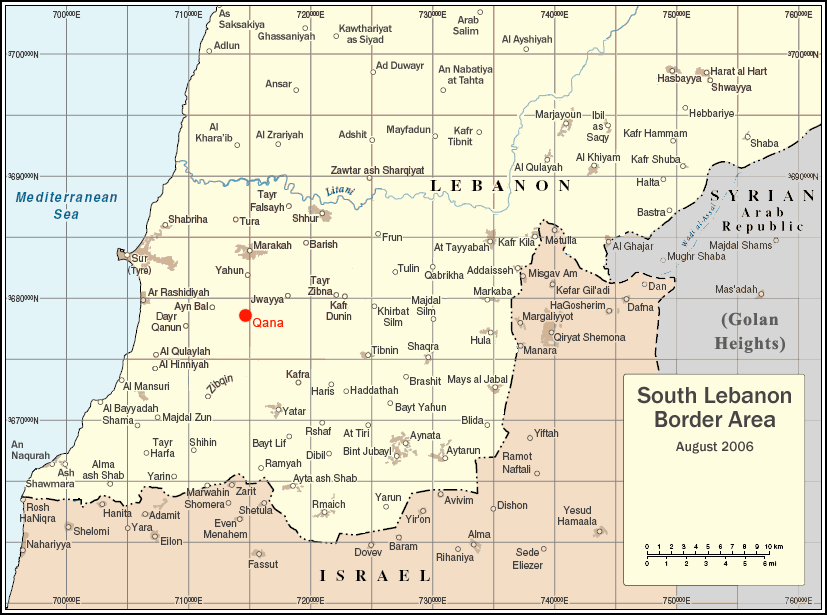
Localización de Qana.

Qana (en árabe: قـانـا) es una ciudad situada a diez kilómetros al sur de Tiro, Líbano y a doce de la frontera norte de Israel. Tiene una población de aproximadamente 10 000 habitantes, mayoritariamente musulmanes chiitas, aunque también hay una reducida comunidad cristiana maronita.
Una tradición —especialmente entre cristianos libaneses— sostiene la idea de que Qana se corresponde con la bíblica población de Caná donde Jesús de Nazaret realizó el milagro de la conversión del agua en vino, según el Evangelio de Juan. Otra tradición sitúa Caná en Kafar Kanna, un pueblo de Galilea (actualmente parte de Israel). En otros casos, Caná es situada en la cercana población de Khirbet Qana.
Esta ciudad es internacionalmente conocida por dos bombardeos distintos que el ejército israelí realizó sobre ella.
- Masacre de Qana de 1996: El 18 de abril de 1996 el ejército israelí bombardeó el campamento de refugiados palestino de la ONU, causando la muerte de 106 civiles e hiriendo a alrededor de 116. En esta acción también fueron heridas cuatro soldados de las Fuerza Provisional de las Naciones Unidas para el Líbano de la ONU.[1][2]

- Bombardeo de Qana de 2006: Durante la guerra del Líbano de 2006 fue objeto de una acción militar, en el que la Fuerza Aérea Israelí bombardeó un edificio lleno de refugiados, argumentando que en el mismo había escondido un arsenal de Hezbolá, causando la muerte a 28 personas, 13 de ellos niños, además de ancianos.

Después de los ataques los residentes de Qana construyeron monumentos para conmemorar los bombardeos. En los años siguientes, Qana ha visto la llegada de más visitantes a los monumentos de los mártires que a sus ruinas bíblicas.